# Lijst van rijksmonumenten in Boekel
De plaats en gemeente Boekel telt 13 inschrijvingen in het rijksmonumentenregister. Hieronder een overzicht.
| Object                                                              | Oorspronkelijke functie?  | Bouwjaar                 | Architect | Locatie                        | Coördinaten?                  | Nr.?   | Afbeelding          |
| ------------------------------------------------------------------- | ------------------------- | ------------------------ | --------- | ------------------------------ | ----------------------------- | ------ | ------------------- |
| Huis Padua-Oude Kluis                                               | Gebouw                    | 1742 (bouw) 1832 (verb.) |           | Daniël de Brouwerstraat 45     | 51° 35' 14" NB, 5° 42' 32" OL | 9771   | Meer afbeeldingen   |
| Standerdmolen Boekel                                                | Industrie- en poldermolen | 1785                     |           | Julianastraat 3                | 51° 36' 21" NB, 5° 40' 19" OL | 9773   | Meer afbeeldingen   |
| Huize Padua                                                         | Gezondheidszorg           | 1890                     |           | Daniel de Brouwerstraat 28     | 51° 35' 11" NB, 5° 42' 32" OL | 518251 | Huize Padua         |
| Huize Padua                                                         | Handel en kantoor         | 1923-1930                |           | Kluisstraat 20                 | 51° 35' 14" NB, 5° 42' 32" OL | 518252 | Meer afbeeldingen   |
| Niet georiënteerde kapel                                            | Kapel                     | 1897                     |           | Daniël de Brouwerstraat 17     | 51° 35' 14" NB, 5° 42' 32" OL | 518253 | Meer afbeeldingen   |
| Huize Padua                                                         | Kapel                     | 1732-1810                |           | Daniel de Brouwerstraat bij 28 | 51° 35' 11" NB, 5° 42' 32" OL | 518254 | Huize Padua         |
| Pastorie in de stijl van de Amsterdamse school                      | Kerkelijke dienstwoning   | 1925                     |           | Kerkstraat 37                  | 51° 36' 11" NB, 5° 40' 29" OL | 518256 | Meer afbeeldingen   |
| Sint-Agathakerk                                                     | Kerk en kerkonderdeel     | 1925                     |           | Kerkstraat 39                  | 51° 36' 11" NB, 5° 40' 29" OL | 518257 | Meer afbeeldingen   |
| T-boerderij is rond 1890 gebouwd in ambachtelijk-traditionele stijl | Boerderij                 | 1890                     |           | Julianastraat 13               | 51° 36' 24" NB, 5° 40' 20" OL | 518259 | Meer afbeeldingen   |
| Krukboerderij                                                       | Boerderij                 | 1700-1865                |           | Neerbroek 5                    | 51° 36' 37" NB, 5° 39' 46" OL | 526427 | Meer afbeeldingen   |
| Langgevelboerderij met dwarsdeel                                    | Boerderij                 | laatste kwart 17e eeuw   |           | Berkhoek 14                    | 51° 35' 16" NB, 5° 41' 32" OL | 526428 | Meer afbeeldingen   |
| Bakhuis                                                             | Boerderij                 | 1700                     |           | Neerbroek bij 5                | 51° 36' 36" NB, 5° 39' 49" OL | 526827 | Bakhuis             |
| Gemetselde waterput                                                 | Boerderij                 | eind 19e eeuw            |           | Neerbroek bij 5                | 51° 36' 36" NB, 5° 39' 49" OL | 527857 | Gemetselde waterput |

's-Hertogenbosch ·
Alphen-Chaam ·
Altena ·
Asten ·
Baarle-Nassau ·
Bergeijk ·
Bergen op Zoom ·
Bernheze ·
Best ·
Bladel ·
Boekel ·
Boxtel ·
Breda ·
Cranendonck ·
Deurne ·
Dongen ·
Drimmelen ·
Eersel ·
Eindhoven ·
Etten-Leur ·
Geertruidenberg ·
Geldrop-Mierlo ·
Gemert-Bakel ·
Gilze en Rijen ·
Goirle ·
Halderberge ·
Heeze-Leende ·
Helmond ·
Heusden ·
Hilvarenbeek ·
Laarbeek ·
Land van Cuijk ·
Loon op Zand ·
Maashorst ·
Meierijstad ·
Moerdijk ·
Nuenen, Gerwen en Nederwetten ·
Oirschot ·
Oisterwijk ·
Oosterhout ·
Oss ·
Reusel-De Mierden ·
Roosendaal ·
Rucphen ·
Sint-Michielsgestel ·
Someren ·
Son en Breugel ·
Steenbergen ·
Tilburg ·
Valkenswaard ·
Veldhoven ·
Vught ·
Waalre ·
Waalwijk ·
Woensdrecht ·
Zundert